# Замки Эдуарда I в Уэльсе
Замки и крепости короля Эдуарда I в древнем княжестве Гуинедд — хорошо сохранившиеся фортификационные сооружения эпохи правления Эдуарда I (1272—1307 годы), расположенные в северном Уэльсе на территории королевства Гвинед.
С 1986 года замки и крепости короля Эдуарда I в древнем княжестве Гуинедд являются объектом списка Всемирного наследия ЮНЕСКО в Великобритании.

## Описание объекта
Объект всемирного наследия включает в себя замки Бомарис и Харлек, а также укреплённые комплексы Карнарвон и Конви. Все замки образуют единую стилистическую группу, представляя военную архитектуру средних веков. Замки выполнены под руководством главного архитектора при дворе короля Эдуарда I — Джеймса из Сент-Джорджа, который являлся лучшим военным архитектором того времени.

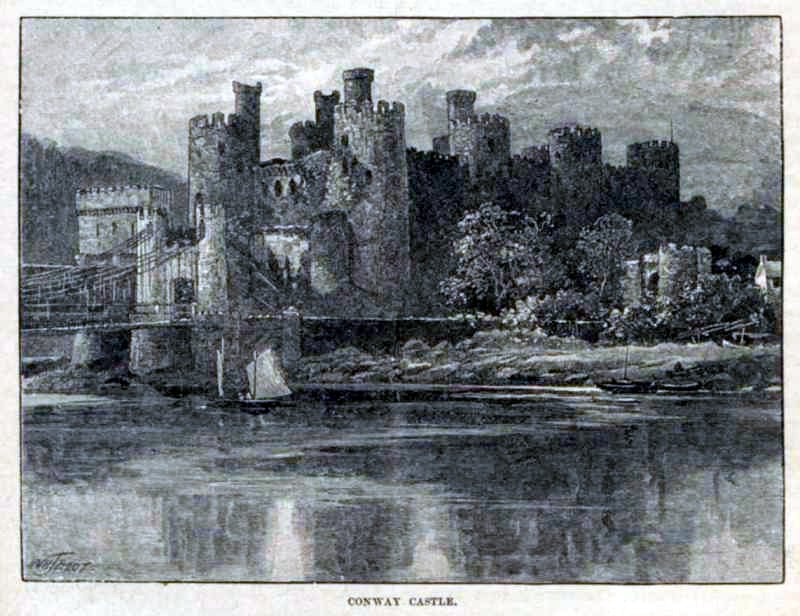
Замок Конви, опубликовано в 1902 году

Замок Карнарвон являлся королевской резиденцией северного Уэльса, в нём также заседало правительство страны. Значимость замка только усилилась после того как в 1284 году в нём родился сын Эдуарда I. Дополнительную известность замок приобрёл в 1969 году в связи с тем, что в нём проводилась инвеститура Чарльза, принца Уэльского.
Замок Конви был построен в 1283—1287 годах. Замок включает две навесные башни и восемь массивных орудийных башен. Городские стены Конви длиной 1,2 км, расположенные севернее и западнее замка, являются одними из самых сохранившихся сооружений подобного рода в Европе. 21 орудийная башня и трое ворот являются частью этих стен.
Замок Харлек имеет небольшой внутренний и дворик и дальнейшую концентрическую планировку. В замке доминируют массивные ворота с двумя башнями и четыре круглые угловые башни. Замок был построен в 1283—1289 годах и выдержал четырёхлетнюю осаду, начатую в 1404 году Оуайном Глиндуром.
Замок Бомарис является последним и самым крупным фортификационным сооружением короля Эдварда I, строительство было начато в 1295 году. Несмотря на то, что сооружение замка не было завершено, замок является ярким примером концентрической планировки.
|                                        |                       |              |               |
| Северо-восточная башня замка Карнарвон | Городские стены Конви | Замок Харлек | Замок Бомарис |

## Охрана территории

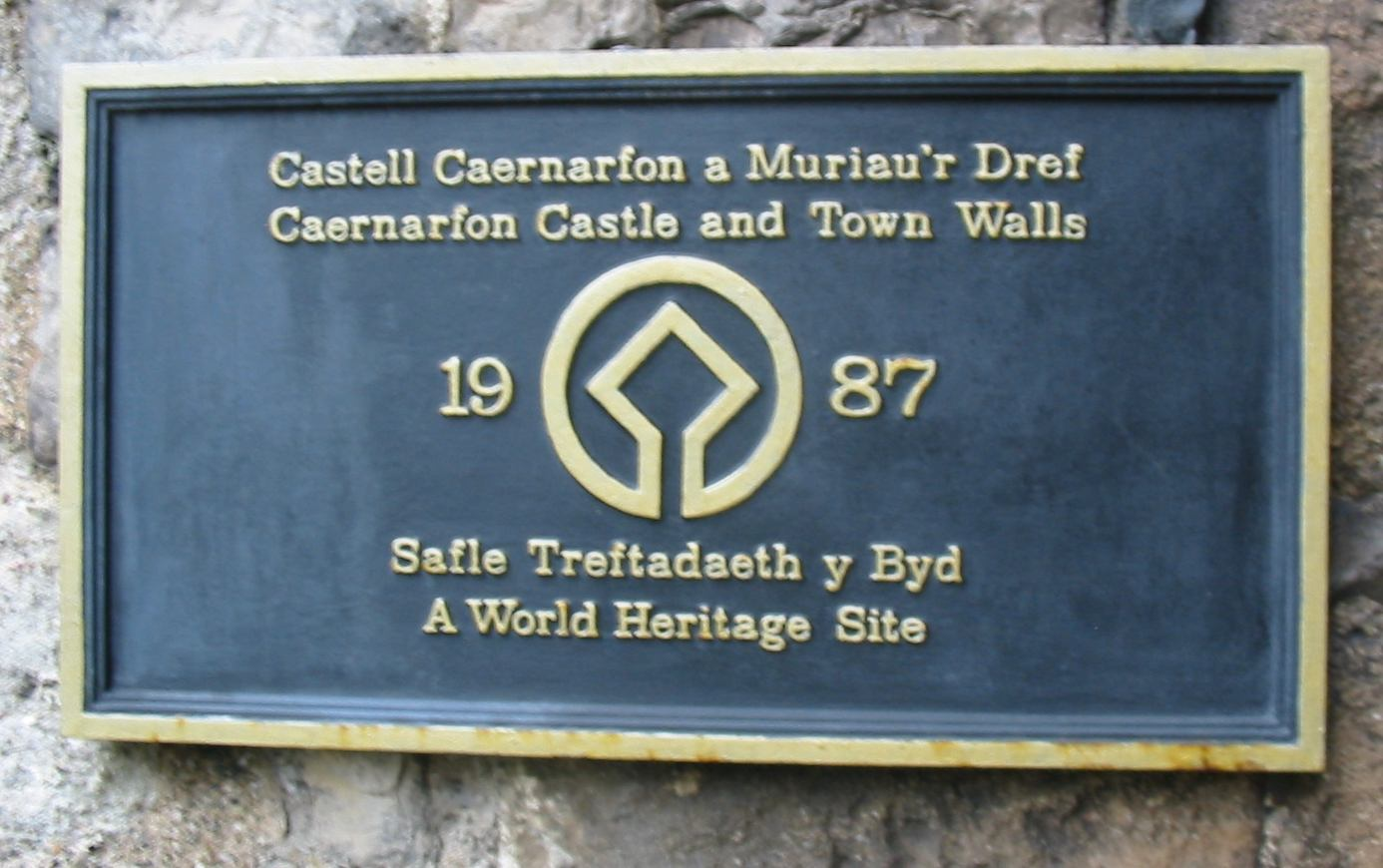
Табличка Всемирного наследия на замке Карнарвон

Замки Бомарис и Харлек представляют собой уникальное достижение архитектуры конца XIII века, состоящее в использовании двойных стен и концентрической планировки, что соответствует первому критерию для включения в список объектов. Доказанный и задокументированный факт того, что ряд замков являлся королевской резиденцией, соответствует третьему критерию включения. Строительство ряда сооружений продолжалось до 1330-х годов.
Управление замками и сооружениями осуществляется организацией Cadw, которая является отделением по историческому окружению правительственной ассамблеи Уэльса. Задачей организации является защита и организация доступа к исторический объектам страны, что включает в себя управление историческими зданиями и ландшафтами, древними монументами, а также подводную археологию.